# Enzo Borges
Enzo Araciel Borges Couto, noto semplicemente come Enzo Borges (Rivera, 22 luglio 1986), è un calciatore uruguaiano, attaccante del Ferro Carril.

## Caratteristiche tecniche
È un centravanti.

## Carriera
Nel corso della sua carriera ha giocato principalmente in Uruguay ed in Perù, collezionando oltre 100 presenze nelle prime divisioni di tali paesi e disputando anche 4 incontri fra Coppa Libertadores e Coppa Sudamericana. Ad inizio carriera ha trascorso alcuni anni nelle serie inferiori del campionato brasiliano, e nel 2018 ha giocato per tre mesi in Bolivia.

## Palmarès

### Club

#### Competizioni nazionali
- Campionato peruviano di seconda divisione: 1

Comerciantes Unidos: 2015
- Campionato uruguaiano di seconda divisione: 1

Plaza Colonia: 2024